# Município de Orwell (condado de Ashtabula, Ohio)
O município de Orwell (em inglês: Orwell Township) é um município localizado no condado de Ashtabula no estado estadounidense de Ohio. No ano de 2010 tinha uma população de 3.106 habitantes e uma densidade populacional de 50,47 pessoas por km².

## Geografia
O município de Orwell encontra-se localizado nas coordenadas 41° 32′ 29″ N, 80° 51′ 25″ O. Segundo a Departamento do Censo dos Estados Unidos, o município tem uma superfície total de 61.55 km², da qual 61,5 km² correspondem a terra firme e (0,07 %) 0,04 km² é água.

## Demografia
Segundo o censo de 2010, tinha 3.106 habitantes residindo no município de Orwell. A densidade populacional era de 50,47 hab./km². Dos 3.106 habitantes, o município de Orwell estava composto pelo 95,49 % brancos, o 1,32 % eram afroamericanos, o 0,23 % eram amerindios, o 0,35 % eram asiáticos, o 0,26 % eram de outras raças e o 2,35 % eram de uma mistura de raças. Do total da população o 1,03 % eram hispanos ou latinos de qualquer raça.